# 乌克兰陆军第65机械化旅
第65獨立機械化旅（烏克蘭語：65-та окрема механізована бригада）是烏克蘭陸軍下轄的一個烏克蘭機械化步兵部隊，成立於2022年。

## 歷史
2022年4月1日，由於2022年俄羅斯入侵烏克蘭的發生，第65旅在利沃夫州斯塔里奇成立。同年12月，部署至扎波羅熱州胡利亞伊波萊前線。
2023年6月，在2023年烏克蘭反攻期間，該部隊從奥里希夫方面向南邊的羅博季涅推進。

## 編制
2023年時的編制為：
- 第65機械化旅
  - 旅部連
  - 第1機械化營
  - 第2機械化營
  - 第3步兵營
  - 坦克營
  - 砲兵團
  - 防空營
  - 偵察連
  - 戰鬥工兵營
  - 後勤營
  - 通信連
  - 維修營
  - 雷達連
  - 衛生連
  - CBRN防護連